# Вдовичка нігерійська
Вдовичка нігерійська (Vidua nigeriae) — вид горобцеподібних птахів родини вдовичкових (Viduidae).

## Поширення
Вид займає досить обмежений ареал, який включає райони Гамбію, центральної та південно-західної Малі, північно-східної Гани, центральної та східної Нігерії, сусідніх районі Камеруну та околицях міста Єй в Південному Судані. Середовище проживання цих птахів представлене відкритими трав'янистими ділянками (також алювіальними) з наявністю окремих кущів або дерев; їх також можна спостерігати на рисових полях.

## Опис
Дрібний птах, завдовжки 10-11 см, вагою 10-14 г. Це стрункий на вигляд птах, із закругленою головою, міцним і конічним дзьобом, загостреними крилами та хвостом з квадратним закінченням. Оперення самців чорне із бронзовим відтінком, лише краї крил та хвоста коричневі, а під крилами на тулубі є біла пляма. У самиць верхня частина тіла коричнева (темніша на крилах і хвості), нижня частина тіла світло-сіра. На голові від лоба до потилиці проходять дві темно-коричневі смуги, також від скроні по боках шиї проходить коричнева смуга, а над очима світло-сірі брови. В обох статей дзьоб сірувато-білий, очі темно-карі, а ноги м'ясистого кольору.

## Спосіб життя
Поза сезоном розмноження трапляється у змішаних зграях з астрильдовими і ткачиковими. Живиться насінням трав, яке збирає на землі. Рідше поїдає ягоди, дрібні плоди, квіти, комах.

## Розмноження
Сезон розмноження збігається з завершальною фазою сезону дощів і триває з вересня по листопад. Гніздовий паразит. Підкладає свої яйця у гнізда астрильдів Ortygospiza atricollis. За сезон самиці відкладають 2-4 яйця. Пташенята вилуплюються приблизно через два тижні після відкладення: вони народжуються сліпими і немічними. Вони мають мітки на сторонах рота і горла, ідентичні тим, як у пташенят астрильдів, внаслідок чого їх не можна відрізнити. Пташенята ростуть разом з пташенятами прийомних птахів, слідуючи їхньому циклу росту. Вони залишають гніздо через три тижні після вилуплення, але незалежними стають до півторамісячного віку. Часто ці пташенята залишаються у зграї своїх прийомних батьків.